# TC-3
TC-3とTC-7は、アメリカ陸軍が、1923年から1924年にかけて、パラサイト・ファイターの試験のために運用した、2種類の軟式飛行船である。

## 概要
パラサイトファイターに用いられたスペリー連絡機は、スカイフックといわれる連結用の鉤を装備しており、これで飛行船本体に装着された、繋止制御装置（空中ブランコ）に接続した。最初の収容成功は1924年の12月15日に達成された。試験の完全な成功という結果にもかかわらず、陸軍はこのコンセプトの開発の打ち切りを選んだ。
硬式飛行船を使用しての、より広く知られる海軍の試験は1925年に始められた。試験に用いた飛行船はUSS ロサンゼルス (ZR-3)、USS メイコン (ZRS-5)、USS アクロン (ZRS-4)である。